# Григорије Авнеженски
Григорије Авнеженски († 1392) је мученик и светитељ Руске православне цркве.
У другој половини 14. века на Авнежском узвишењу почели су да живе пустињаци Стефан, ученик светог Сергија Радоњешког, и Григорије. Око 1370. године подигли су цркву и келије за монахе. У њиховим настојањима им је у великој мери помогао локални имућни мештанин по имену Константин Дмитријевич, који се тада и сам замонашио са именом Касијан, и постављен за подрумара новог манастира када је велики кнез Дмитриј Иванович Донски позвао Стефана у Москву.
Крајем 14. века манастир је веома страдао од налета казанских Татара и Вјачана, а у једном од тих налета, 15. јуна 1392. године, страдала су оба подвижника, а после њиховог мучеништва манастир је пао у потпуну пустош. Пустош манастира Авнеж трајао је 132 године, а место где је постојао било је скоро потпуно обрасло шумом.
Године 1524. један мештанин Авнежа, крчећи шуму, пронашао је њихове мошти, а над њима је подигнута православна капела. Године 1560. настојатељ Тројичког манастира Варлаам је, уз донацију руског цара, подигао манастир на гробу светих, који је 1764. године претворен у парохијску цркву. Њихове мошти, по благослову митрополита Макарија, прегледао је вологдски епископ Јоасаф, и установљено је да се помесно помиње Авнежким чудотворцима на дан њихове смрти; њихов спомен се празнује и у 3. недељу по Педесетници – у Сабору Вологдских светитеља, 6. јула – у Сабору Радоњешких светитеља.